# Jaume Guardeño
Guardeño  Romá est un nom espagnol. Le premier nom de famille, en général paternel, est Guardeño ; le second, en général maternel, souvent omis, est Romá.
Jaume Guardeño Romá, né le 20 février 2003 à Altea, est un coureur cycliste espagnol.

## Biographie

### Débuts et progression chez les amateurs
Très tôt intéressé par le cyclisme, Jaume Guardeño prend sa première licence à l'âge de neuf ans dans un club d'Altea, sur ses terres natales,. Il évolue ensuite au CC Alfàs del Pi, avec lequel il gagne divers titres de champion provincial dans les jeunes catégories. 
En 2020, il s'impose sur le Tour de Gérone chez les juniors (moins de 19 ans). L'année suivante, il se classe notamment quatrième de la Vuelta a la Montaña Central de Asturias, neuvième du Tour du Portugal juniors ou encore dixième de la Vuelta al Besaya, grâce à ses qualités de grimpeur. Il intègre ensuite la réserve de l'équipe Caja Rural-Seguros RGA en 2022 pour ses débuts espoirs (moins de 23 ans). 
Lors de la saison 2023, il se distingue en remportant le Tour de la Bidassoa, une course par étapes réputée chez les amateurs. Il obtient par ailleurs diverses places d'honneur. Après ses performances, il devient stagiaire au sein de la structure professionnelle de Caja Rural-Seguros RGA. Il réalise un bon Tour du Portugal en terminant cinquième d'une étape de montagne et dix-huitième du classement général. Ses bons résultats lui permettent de signer un premier contrat professionnel de deux ans. 

### Carrière professionnelle
Jaume Guardeño fait ses débuts professionnels en janvier 2024 sur les manches du Challenge de Majorque. Il enchaîne ensuite avec le Tour de la Communauté valencienne. Au mois de mai, on le retrouve dans une échappée sur le Tro Bro Leon. Durant l'été, il remporte le classement du meilleur jeune du Tour du Portugal.

## Palmarès
- 2020
  - Tour de Gérone
- 2023
  - Tour de la Bidassoa
  - 2e du Gran Premi Vila-real
  - 2e du Tour de Madrid Espoirs